# Lštění (Radhostice)
Lštění (německy Elstin) je malá vesnice, část obce Radhostice v okrese Prachatice v Jihočeském kraji. Leží sedm kilometrů východně od Vimperka, na hřbetu mezi Mařským vrchem (907 metrů) a Bělčí (922 metrů), v nadmořské výšce 885 metrů. V roce 2011 zde trvale žilo třicet obyvatel.

## Historie
První písemná zmínka o vesnici pochází z roku 1352, kdy náležela vladykům Vilému a Zdeňkovi ze Lštění. Lze ale oprávněně předpokládat, že území dnešního Lštění bylo osídleno již mnohem dříve. Napovídá tomu i staroslovanské jméno vsi "Léščie" (lískový porost). Toto území patřilo do nejjižnějšího cípu Čechy obydleného Pošumaví.
Kostel zde stál již od poloviny 13. století. Ve 14. století zde pravděpodobně stávala dřevěná tvrz hned vedle kostela. Z této tvrze se však nic nedochovalo. Od počátku 16. století až do roku 1850 patřilo Lštění k vimperskému panství.
Škola se uvádí od poloviny 18. století. Před rokem 1900 měla tři třídy, od roku 1918 fungovala jako obecná dvoutřídka se 119 českými žáky. Zajímavostí je, že Lštění rádi navštěvovali Jan Neruda, Karel Klostermann, Julius Zeyer, Jindřich Šimon Baar nebo Adolf Heyduk.

## Obyvatelstvo
| Rok            | 1869 | 1880 | 1890 | 1900 | 1910 | 1921 | 1930 | 1950 | 1961 | 1970 | 1980 | 1991 | 2001 | 2011 | 2021 |
| -------------- | ---- | ---- | ---- | ---- | ---- | ---- | ---- | ---- | ---- | ---- | ---- | ---- | ---- | ---- | ---- |
| Počet obyvatel | 140  | 97   | 114  | 87   | 98   | 96   | 85   | 45   | 36   | 35   | 33   | 27   | 22   | 30   | 23   |
| Počet domů     | 16   | 16   | 16   | 15   | 15   | 16   | 15   | 15   | 29   | 9    | 9    | 11   | 13   | 13   | 12   |

## Obecní správa
Při sčítání lidu v letech 1850–1920 Lštění bylo osadou obce Svatá Maří v okrese Prachatice. V letech 1921–1963 bylo osadou obce Libotyně, se kterým patřil nejprve do okresu Prachatice, ale v roce 1950 v okrese Vimperk. Od roku 1964 je částí obce Radhostice v okrese Prachatice.

## Pamětihodnosti

### Kostel svatého Vojtěcha
Farní kostel svatého Vojtěcha existoval ve Lštění již ve 13. století. Na místě původního gotického kostela byl zbudován v letech 1739–1741 nový barokní kostel. Autorem návrhu byl architekt František Jakub Fortin. Původní presbytář starého gotického kostela byl v barokní novostavbě zachován a slouží jako sakristie. Z původní stavby se ještě zachovala komora.

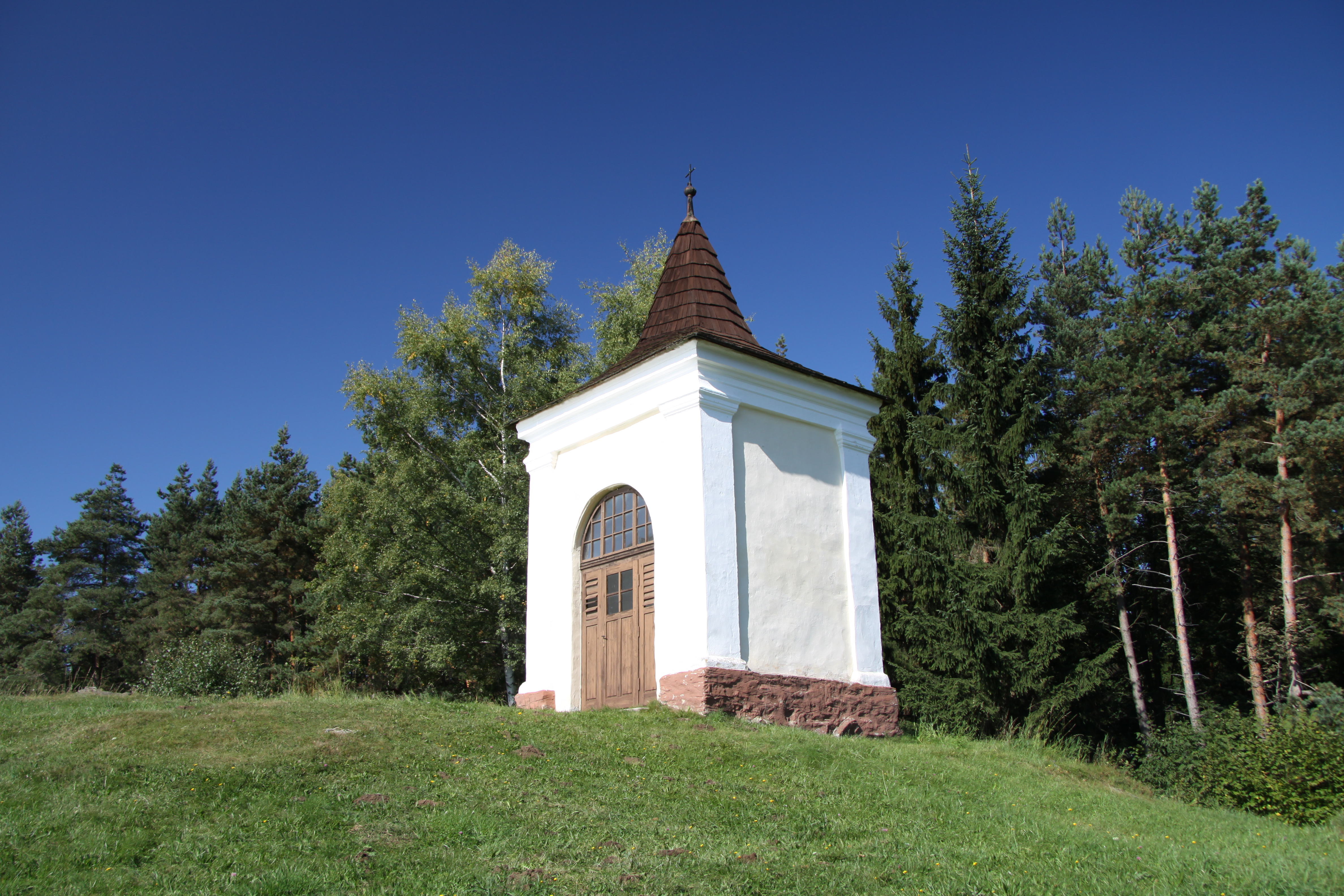
Kaple Nanebevzetí Panny Marie

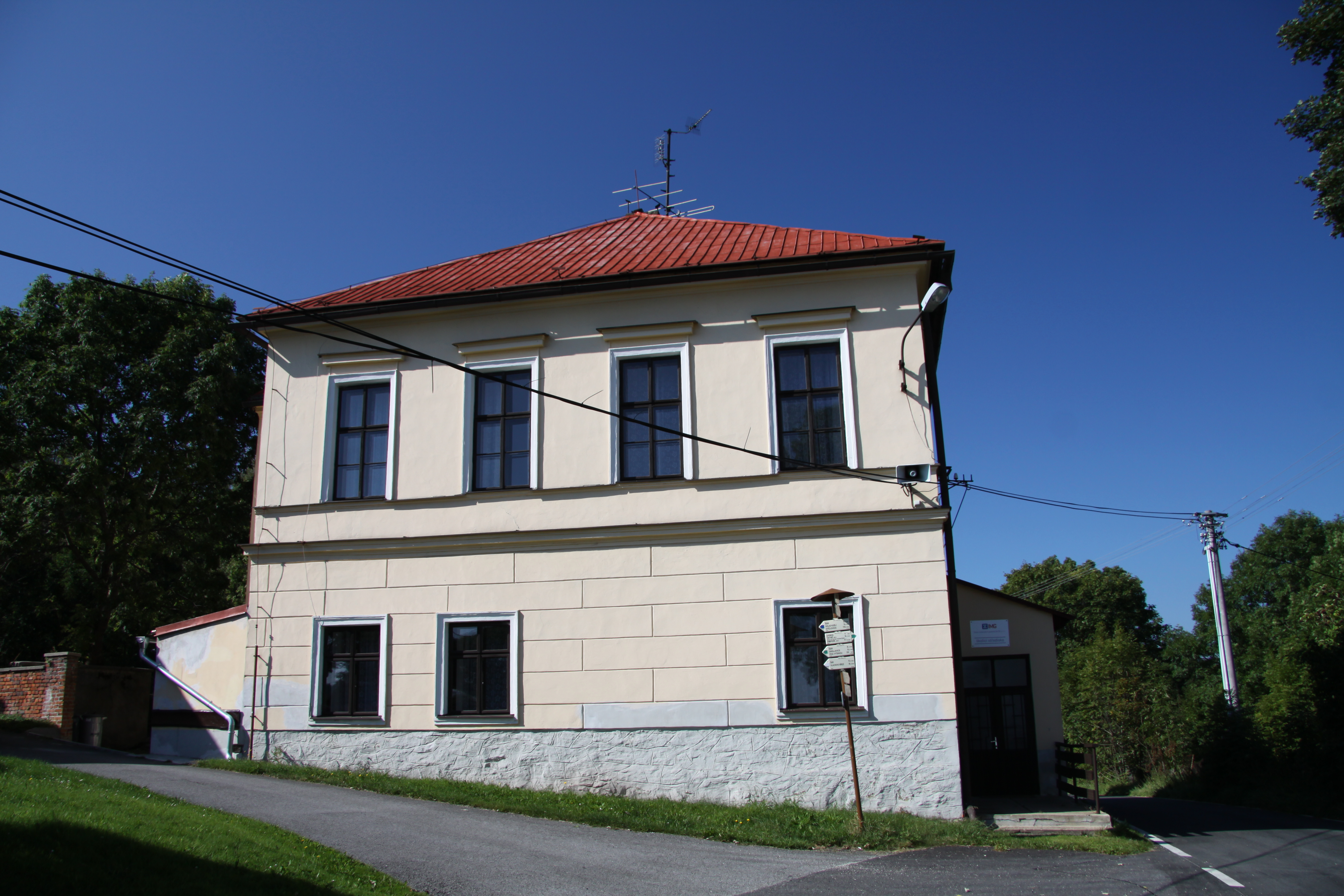
Budova tehdejší fary

Na místě lodi starého kostela byl vystavěn nový presbytář, dále byly nově přistavěny loď a věž. Vznikl tak jednolodní chrám s okosenými nárožími, pravoúhlým presbytářem, se sakristií v ose a s věží v průčelí. Kamenické práce obstaral krumlovský mistr Matěj Plánský. Hlavní oltář kostela se sochami svatého Vojtěcha, svatého Václava a svatého Jana Nepomuckého je dílem krumlovského sochaře Josefa Mucka a pochází z roku 1755. Stejný umělec vyhotovil i dva boční oltáře se sochami svatého Josefa, svatého Linharta, svatého biskupa, svaté Ludmily a svatého Václava. Křtitelnice je barokní, ale v sakristii se dochovala původní křtitelnice z druhé poloviny 13. století. V kostele se také nacházejí náhrobky z let 1521 a 1743. Varhany jsou barokní.
Místo je spojeno se silným svatovojtěšským kultem, který se začal prosazovat především v 18. století. Dodnes je místo známé nejen pod svým úředním jménem Lštění, ale i pod názvy Vojtěch nebo Svatý Vojtěch. Vydávaly se sem čtyřikrát ročně: na velikonoční pondělí, na svatého Vojtěcha (23. duben), na svatodušní pondělí a na svátek Nanebevzetí Panny Marie (15. srpen), zástupy poutníků.

### Fara
Původní fara v místě existovala již ve 14. století a je domněnka, že tato fara byla totožná s poustevnou v rohu hřbitovní zdi. Před třicetiletou válkou nebyla již fara obsazována, dlouho ji spravovali církevní administrátoři z Vimperka a v letech 1655–1666 spravoval kostel duchovní z Bohumilic. Církevní správce se na faru ve Lštění vrátil až v roce 1718 za výrazné přímluvy Marie Arnoštky kněžny z Eggenbergu.
Faru s polovalbovým štítem nechal v roce 1668 postavit vimperský hejtman J. L. Breverius. Nazývala se také Panský dům, protože zde během poutí byli ubytováni významní hosté a v době, kdy farnost neměla svého správce, se také pronajímala.

### Kaple Panny Marie Klatovské
Kaple je včleněna do hřbitovní zdi, pochází z 18. století, zbytky původního oltáře. Součástí původní hřbitovní zdi byl i ambit, který byl koncem 19. století zrušen.

### Kaple Nanebevzetí Panny Marie
Na pahorku západně od kostela vznikla v první polovině 18. století čtyřboká mešní kaple, zaklenutá křížovou klenbou s nárožními pilastry. Uvnitř malovaný křídlový oltářík se sochou svaté Barbory. Dle pověsti z tohoto místa žehnal svatý Vojtěch své rodné vlasti.

### Kaple svatého Vojtěcha
Kaple zvaná též Dobrá Voda stojí nad pramenem, ze kterého dle pověsti pil svatý Vojtěch. Nachází se východně od kostela. Původní kaple byla vystavěna pravděpodobně již v 17. století, ale roku 1725 byla postavena úplně nová, zděná kaple s dřevěnou nástavbou, šindelovou střechou a jehlancovou vížkou. Je bez vybavení.

### Přírodní památka Polední
Mokřadní louky zhruba tři čtvrtě kilometru jižně od vesnice jsou od roku 1992 chráněny jako přírodní památka Polední.

## Galerie

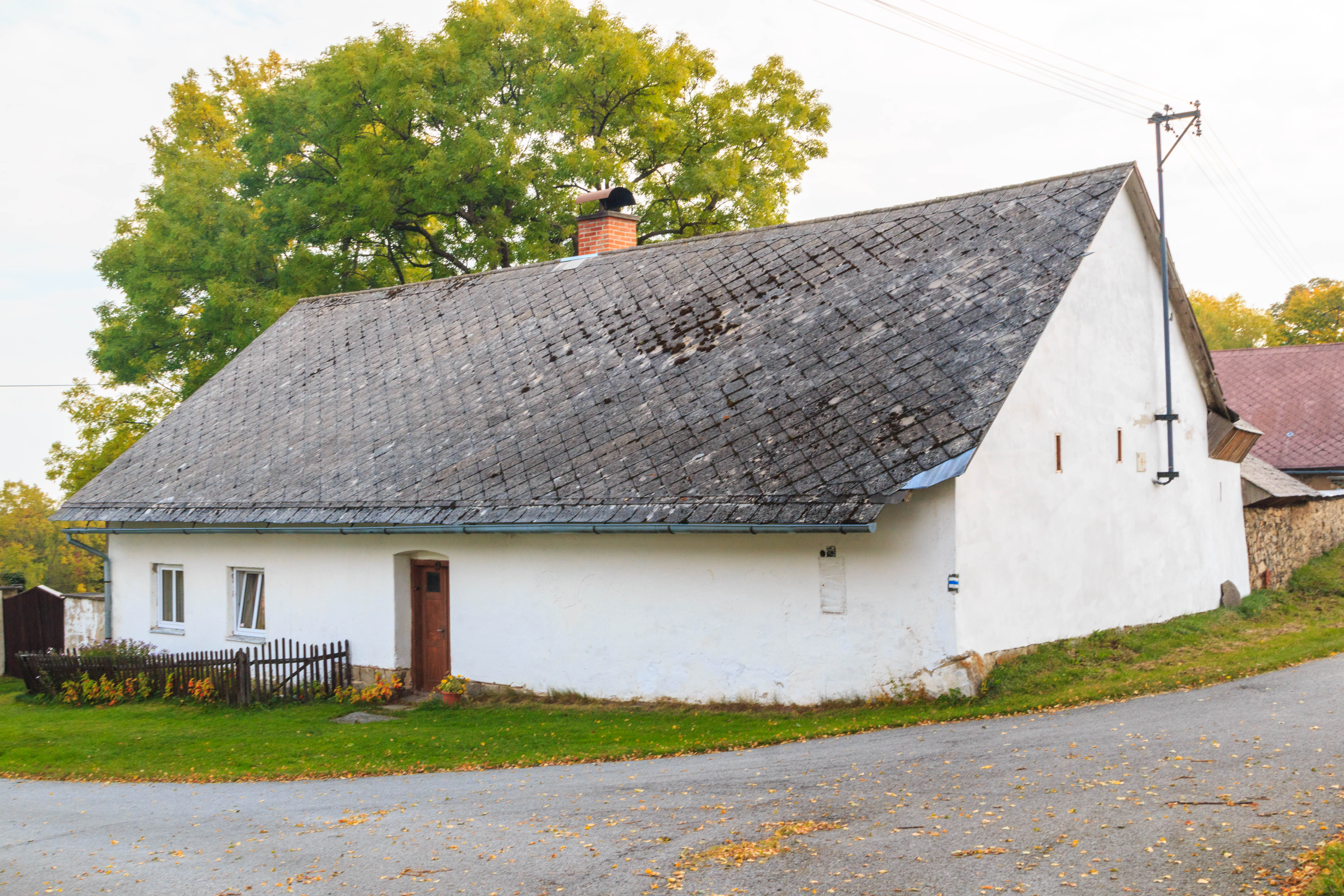
Dům čp. 9
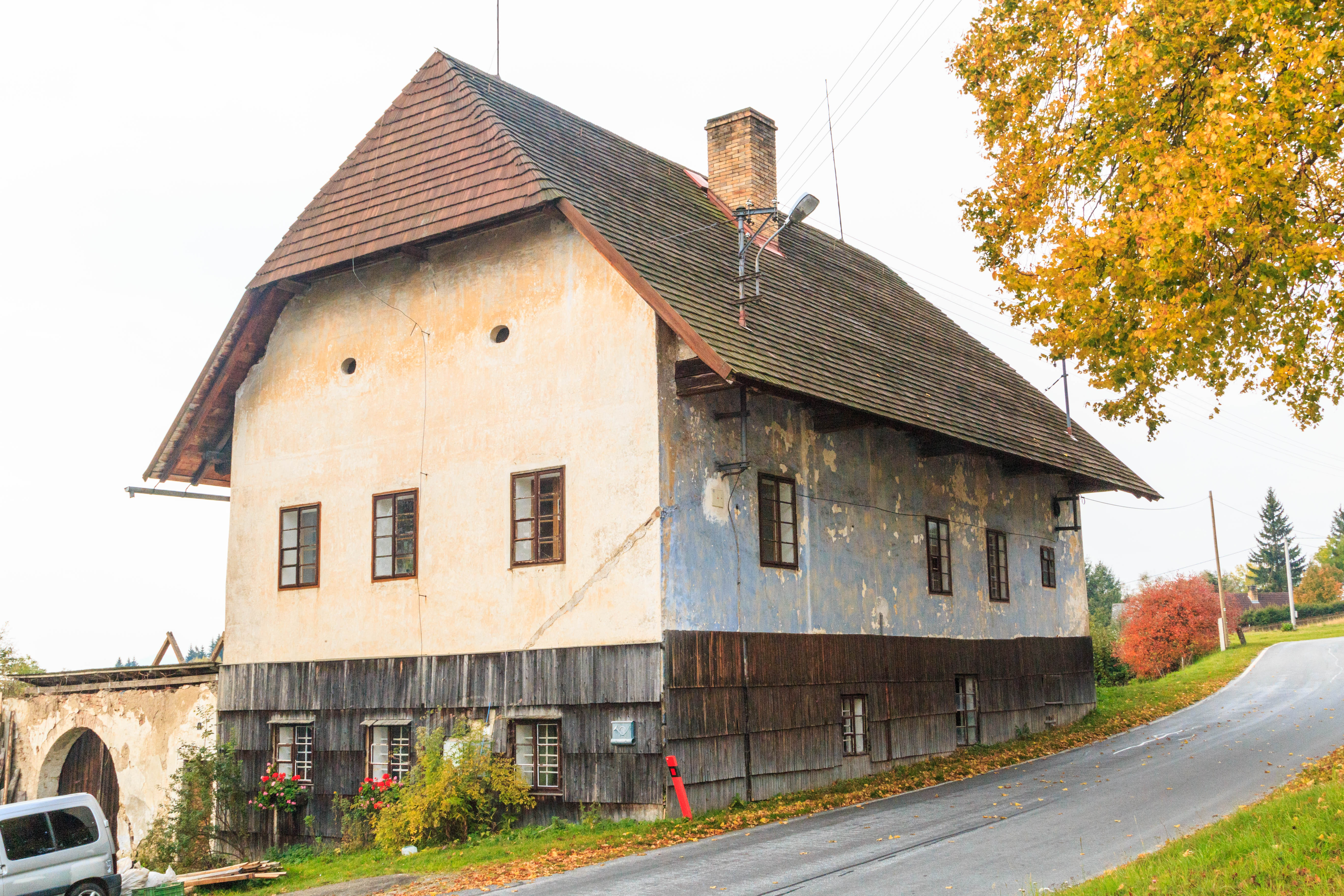
Dům čp. 1
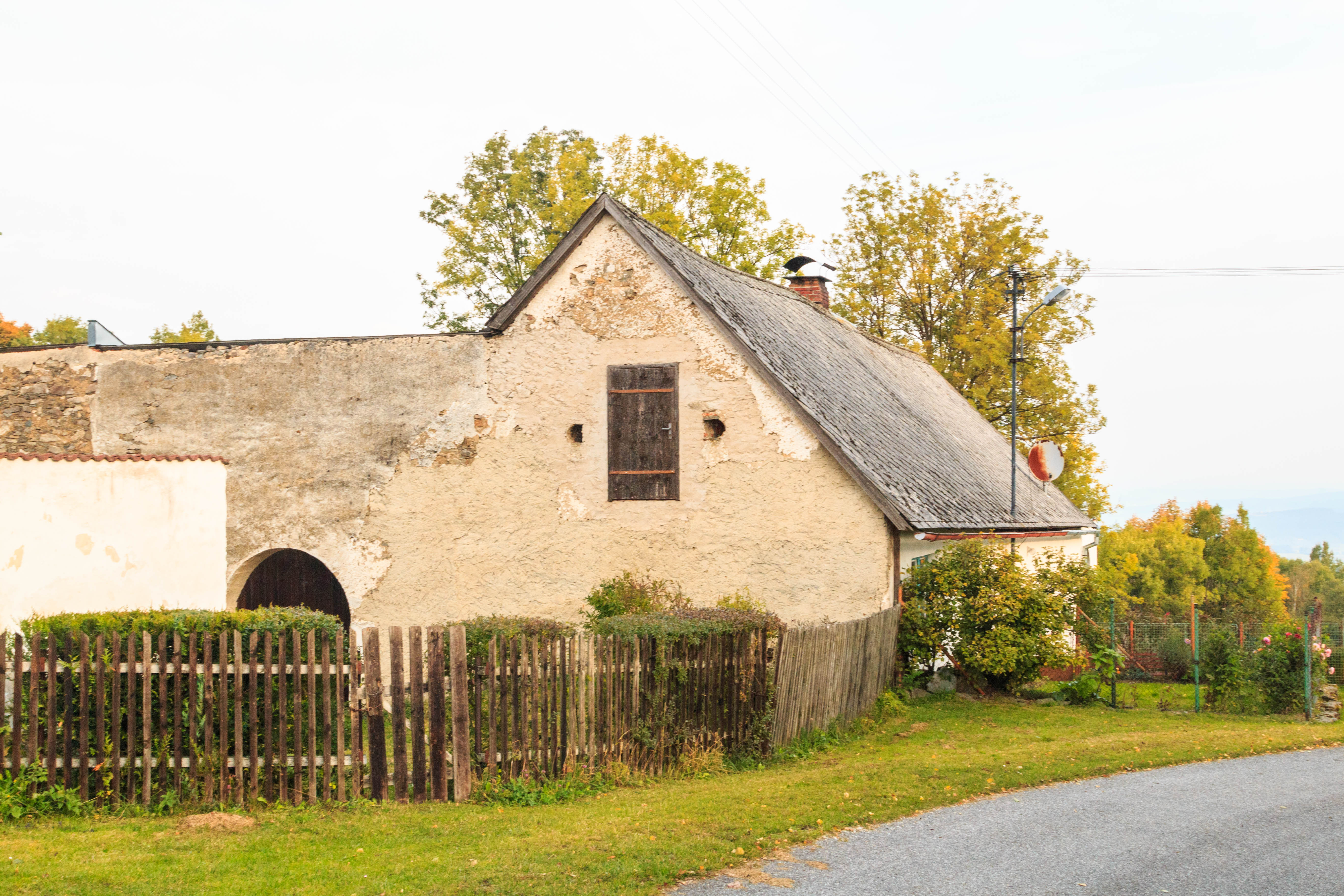
Dům čp. 11
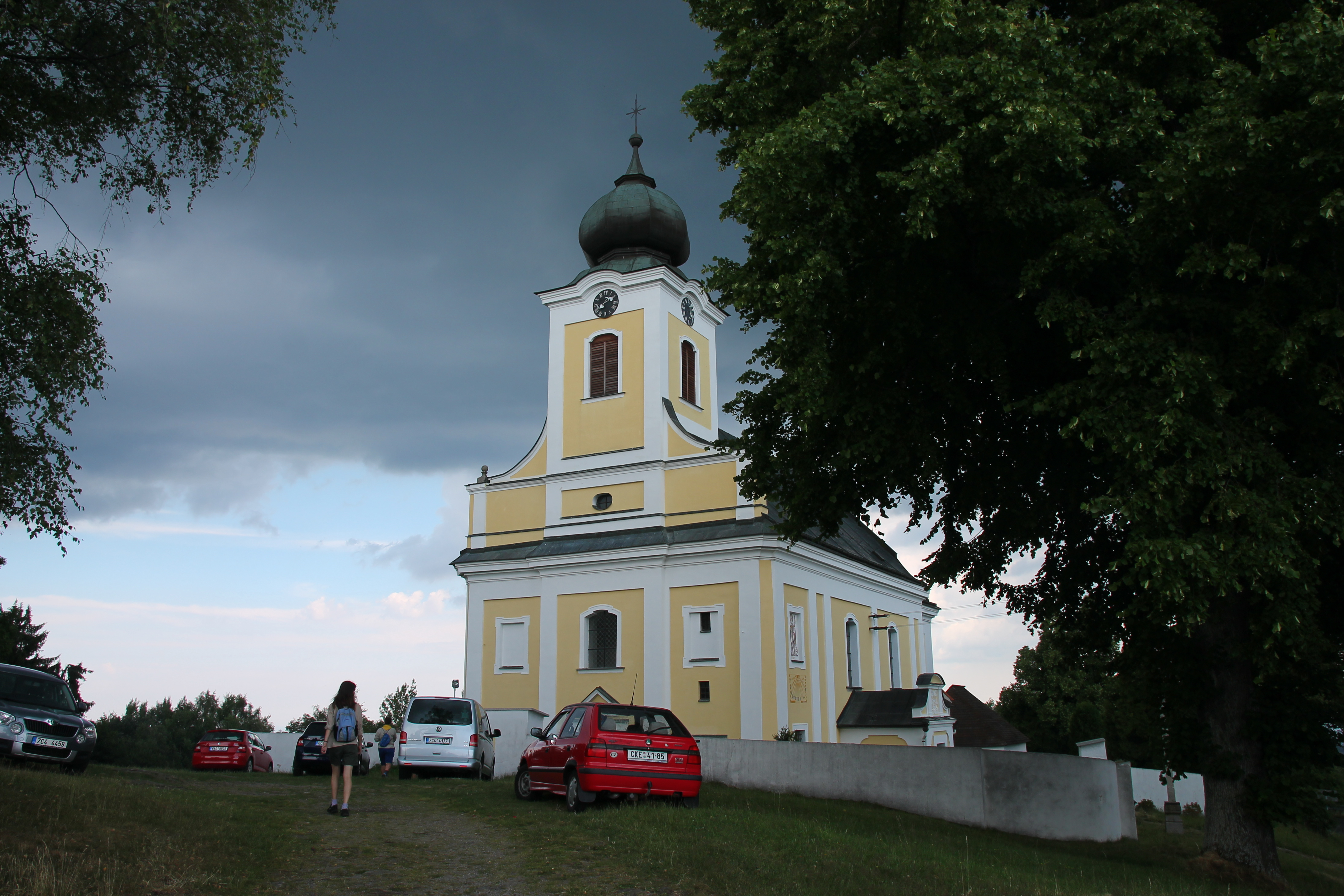
Kostel